# Nikoloz Izoria
Nikoloz Izoria (gruz. ნიკოლოზ იზორია; ur. 31 sierpnia 1985 w Poti) – gruziński bokser amatorski, wicemistrz Europy w wadze muszej (do 51 kg), dwukrotny olimpijczyk.
Zdobył srebrny medal w wadze muszej na mistrzostwach Europy w 2004 w Puli, gdzie wygrał w półfinale z reprezentantem Polski Andrzejem Rżanym, a w finale uległ Rosjaninowi Gieorgijowi Bałakszynowi. Na igrzyskach olimpijskich w 2004 w Atenach wygrał najpierw z Walidem Cherifem z Tunezji, a następnie przegrał z Fuadem Aslanovem z Azerbejdżanu.
Odpadł w drugiej walce w wadze muszej na mistrzostwach świata w 2005 w Mianyangu. Na mistrzostwach Europy w 2006 w Płowdiwie odpadł w ćwierćfinale wagi koguciej (do 54 kg) po porażce z Mirsadem Ahmetim z Chorwacji. Przegrał pierwszą walkę w tej kategorii na mistrzostwach świata w 2007 w Chicago.
Na igrzyskach olimpijskich w 2008 w Pekinie wystąpił w kategorii piórkowej (do 57 kg). Wygrał pierwszą walkę z Thato Batshegim z Botswany, a w następnej przegrał z Şahinem İmranovem z Azerbejdżanu.